# La Maison des lions
Pour les articles homonymes, voir Maison des Lions.
Pour plus de détails, voir Fiche technique et Distribution.
La Maison des lions est un film muet français réalisé par Louis Feuillade et sorti en 1912.

## Fiche technique
- Titre : La Maison des lions
- Réalisation : Louis Feuillade
- Scénario : Louis Feuillade
- Société de production : Société des Établissements L. Gaumont
- Pays d'origine :  France
- Langue : film muet avec les intertitres en français
- Format : Noir et blanc — 35 mm — 1,33:1 — Muet
- Métrage : 272 m
- Genre : Film dramatique
- Durée : 9 minutes
- Date de sortie : 
  -  France : 5 avril 1912

## Distribution
- Renée Carl
- Paul Manson
- Gaston Modot
- Jean Toulout
- Marthe Vinot
- Le lion D'Artagnan